# Gran Via 2
Gran Via 2 és un centre comercial ubicat a Hospitalet de Llobregat. Inaugurat el 24 d'octubre de 2002, disposa de 54 600 m² de botigues repartides en cinc nivells i un aparcament amb capacitat per a 32.578 vehicles.

## Accessos i transport
Els accessos i transports per accedir al centre comercial són els següents:

### Tren
Vegeu també: Rodalia de Barcelona
- Lineas      de la línia Llobregat-Anoia dels Ferrocarrils de la Generalitat de Catalunya: Estació d'Ildefons Cerdà

### Metro de Barcelona
Vegeu també: Metro de Barcelona
- Línea 8: Estació d'Ildefons Cerdà

- L10 SUD: Estació de Ciutat de la Justícia